# Форт-застава Дубно
Форт-застава Дубно, (інші назви Тарака́нівський форт, Ду́бенський форт, Нова Дубенська фортеця) — оборонна споруда, архітектурна пам'ятка XIX століття неподалік від села Тараканів Дубенського району Рівненської області, в мальовничій місцевості над річкою Іквою. Неподалік проходить автомобільна траса Київ — Чоп (автошлях М06).

## Історія
Після третього поділу Речі Посполитої наприкінці XVIII століття по лінії Збараж — Броди — Берестечко — Сокаль пройшов кордон між Російською та Габсбурзькою (з 1804 року Австрійською) імперіями. Для оборони своїх західних рубежів царський уряд приймає рішення про будівництво системи оборонних укріплень. Під містечком Дубно для захисту залізничної лінії Львів — Київ будується Дубенський форт, що став відоміший у наш час під назвою Тараканівський форт.
Головним ідеологом будівництва низки укріплених районів став герой оборони Севастополя, військовий інженер-фортифікатор генерал-ад'ютант Едуард Тотлебен. У 1873 році. Будувати укріплення почали згідно з наказом Імператора Олександра III від 15 серпня 1885 року. Форт побудував військовий інженер полковник Борисов у 1889 році. 1890 року в рамках великих військових маневрів на Волині форт оглянули члени царської родини Олександра III, що свідчило про готовність об'єкта. Окрім каменю та цегли, при модернізаціях конструкцій, які тривали до 1896 року, використовували у будівництві новітній у Російської імперії матеріал — бетон.
Перші випробування для форту припадають на роки Першої світової війни. У червні 1915 року частини південно-західного російського фронту відійшли з форту після короткого бою, підірвавши кофри в рові, бункери на бойових позиціях та частину безпечних казематів. Влітку 1916 року під час Брусиловського прориву російські частини вибили з цих укріплень частини 4-ї австрійської армії. В цих боях загинуло 200 австрійських солдатів, які поховані біля форту. Фото зруйнованого форту під час Першої світової війни.
1920 року, під час Польсько-радянської війни, війська Будьонного не змогли сходу вибити поляків з форту, в боях брала участь військова авіація та бронепоїзд «Хоробрий». Гарнізон форту під командуванням Віктора Матчинського бився в оточенні, допоки мав припаси, після чого вдало здійснив прорив.
Під час Другої світової війни форт мало використовувався. 1939 року польський гарнізон покинув споруду без бою. Про якісь військові події 1941 року на форту не відомо, хоч у тих місцях відбувалася потужна Дубно-Бродівська танкова битва. Німецькі війська розташовувались на території форту, облаштувавши тут склади боєприпасів. 1944 року на території форту відбувся стрілецький бій.
1965 року Міністерство торгівлі УРСР зробило спробу обладнати на базі форту склад консервованої продукції. Були проведені роботи з розчистки казематів, виготовлені стелажі, двері, проведено освітлення, але надмірна вологість і випаровування не дали можливості зберігати продукти. Штаб Прикарпатського військового округу також зробив спробу обладнати склад автотракторних запчастин. Були проведені трудомісткі підготовчі роботи, але від ідеї відмовилися з тієї ж причини.

## Опис
Форт має форму ромба зі сторонами до 240 метрів. Ззовні він оточений глибоким ровом із земляними валами, укріпленими потужними стінами. В центральній частині форту зведена двоповерхова казарма, до якої ведуть чотири підземні ходи, прокладені під другим земляним валом. Там розташовувались житлові, складські та господарські приміщення для артилерійської роти та штаб коменданта форту. Периметр форту складений зі 105 так званих безпечних казематів і, щоб до них потрапити, треба було подолати подвійну лінію оборонних рубежів. Існує важкодоступна частина форту — «Земляне укріплення», відділене від основного масиву залізницею.
Центральною спорудою комплексу був ошатний, облицьований, як і каземати, червоною цеглою офіцерський корпус. У ньому розташовувався штаб коменданта форту, житлові та господарські приміщення для роти артилерії. Офіцерський корпус і каземати частково збереглися, вражаючи уяву зовсім не військовою витонченістю.
Форт мав численний гарнізон (у казематах форту могло розміщатися 800 осіб) та був добре озброєний (оснащений далекобійними гарматами великого калібру).
Розгалужена мережа підземних ходів форту, облаштованих бійницями, прихована від сторонніх очей. Підземні коридори проходили і під земляним валом.

## Вшанування оборонців форту
16 вересня 2010 р. українці й поляки спільно встановили на братській могилі польських стрільців, що обороняли форт від Червоної армії у 1920 р., пам'ятного хреста. Необхідні пошукові та відновлювальні роботи здійснили українські козаки з Рівного.

## Галерея

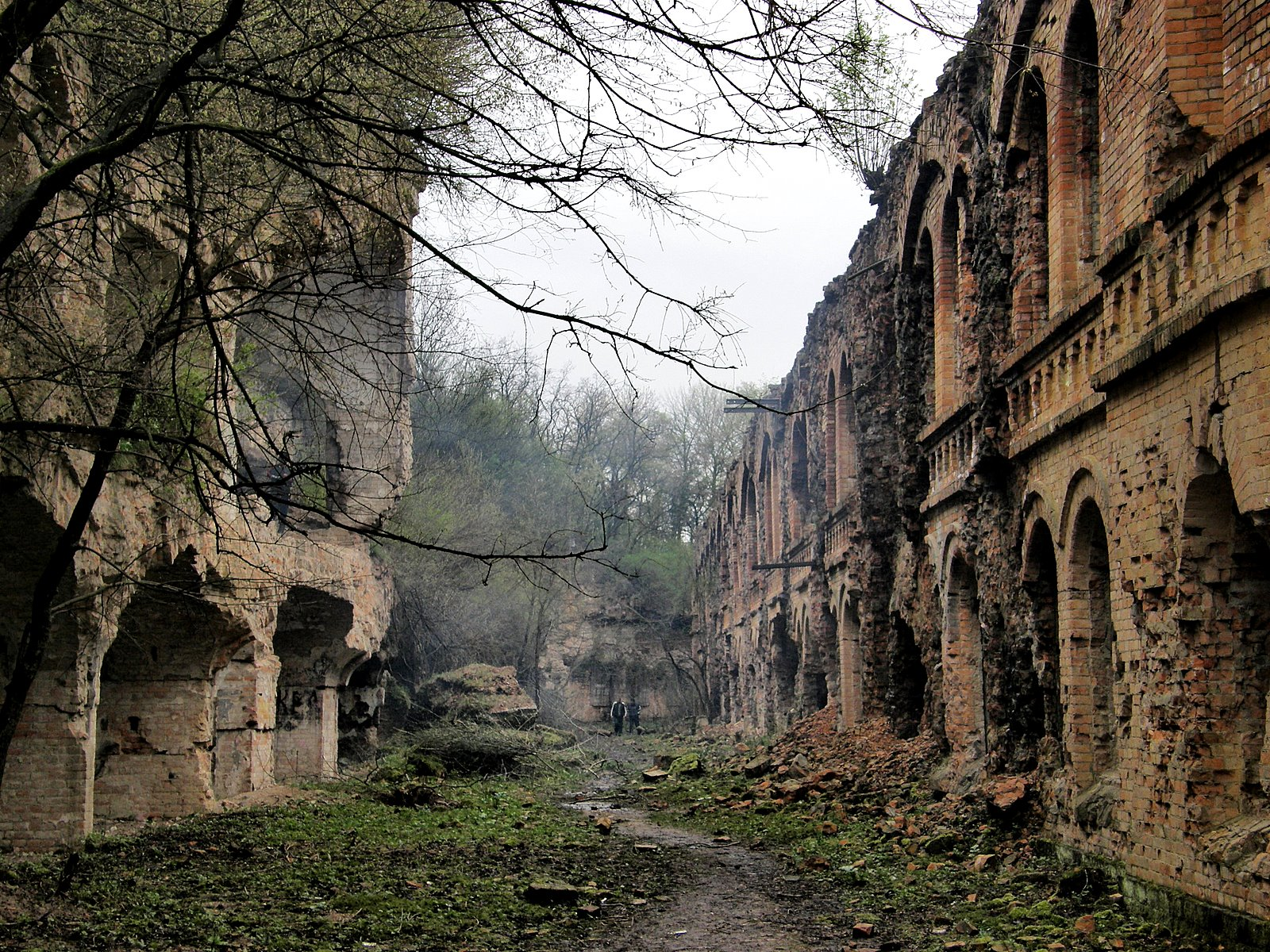
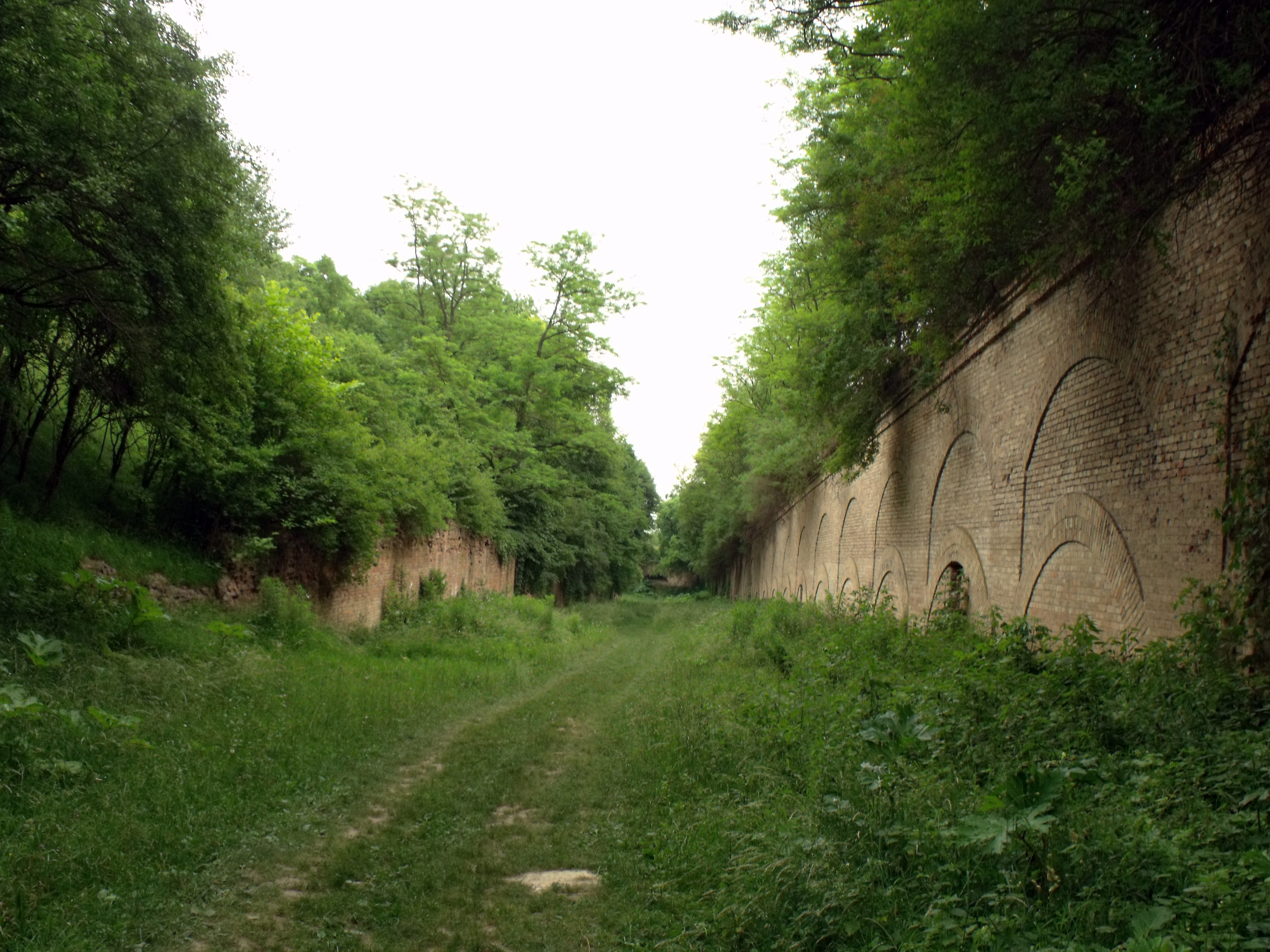
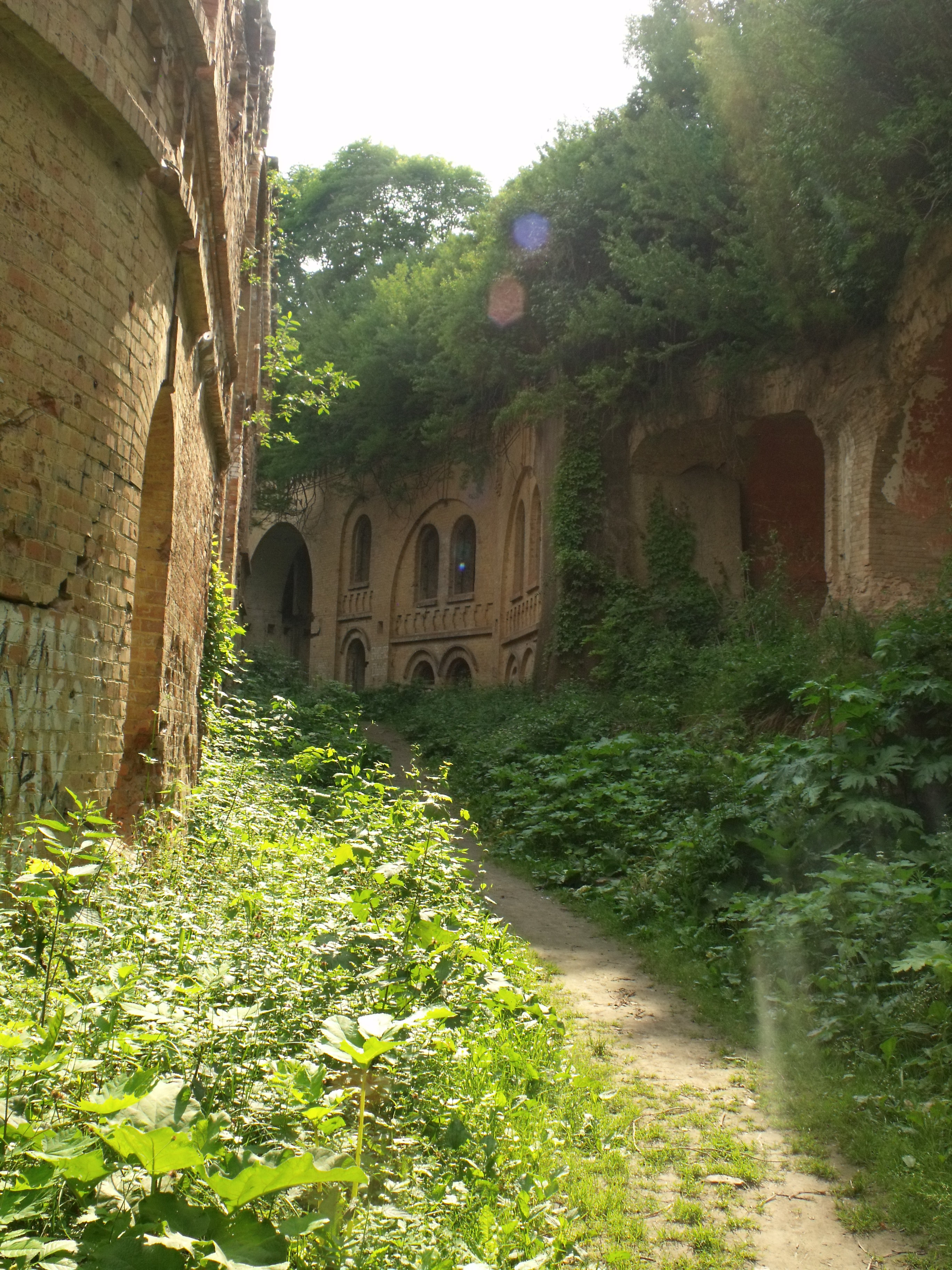
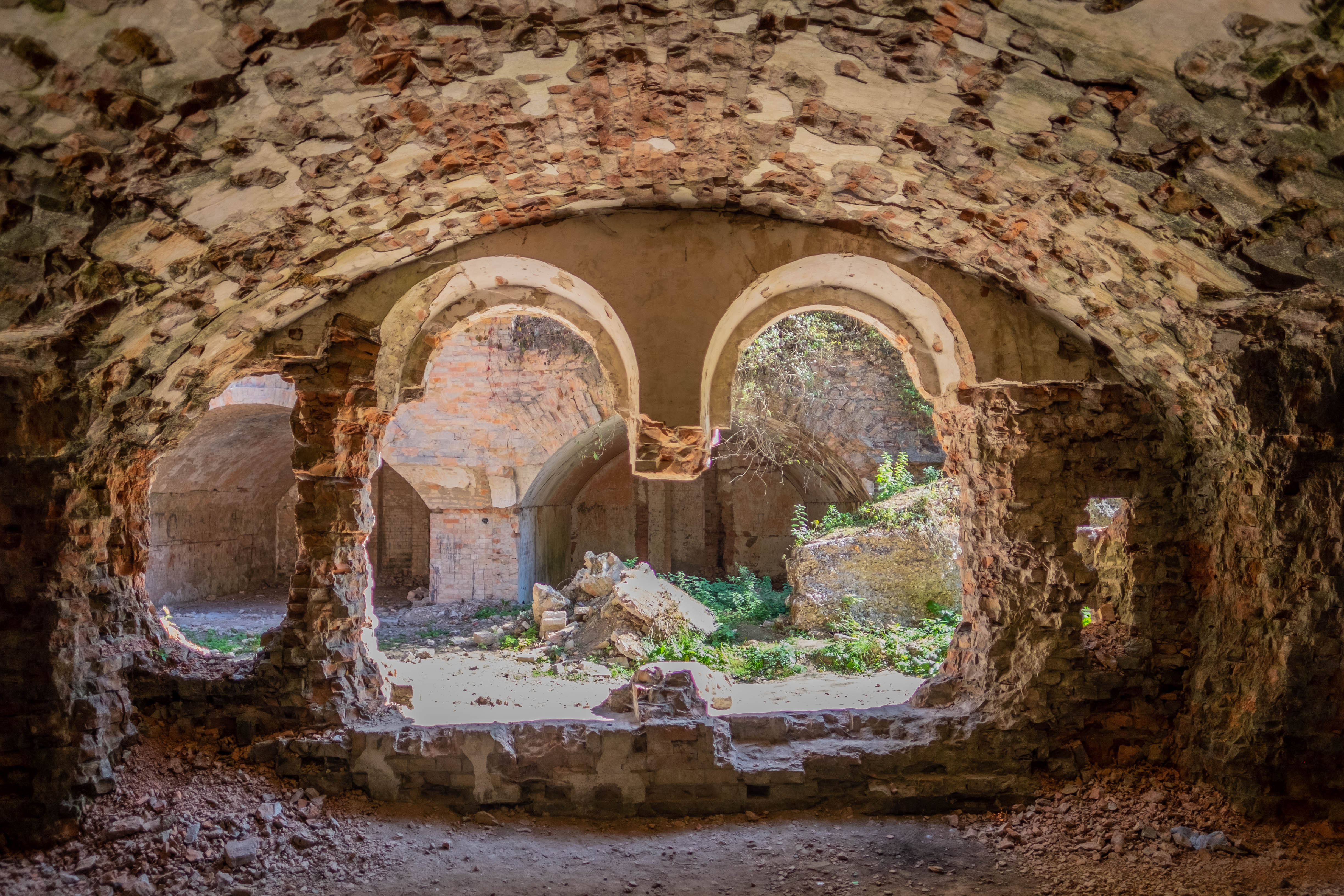
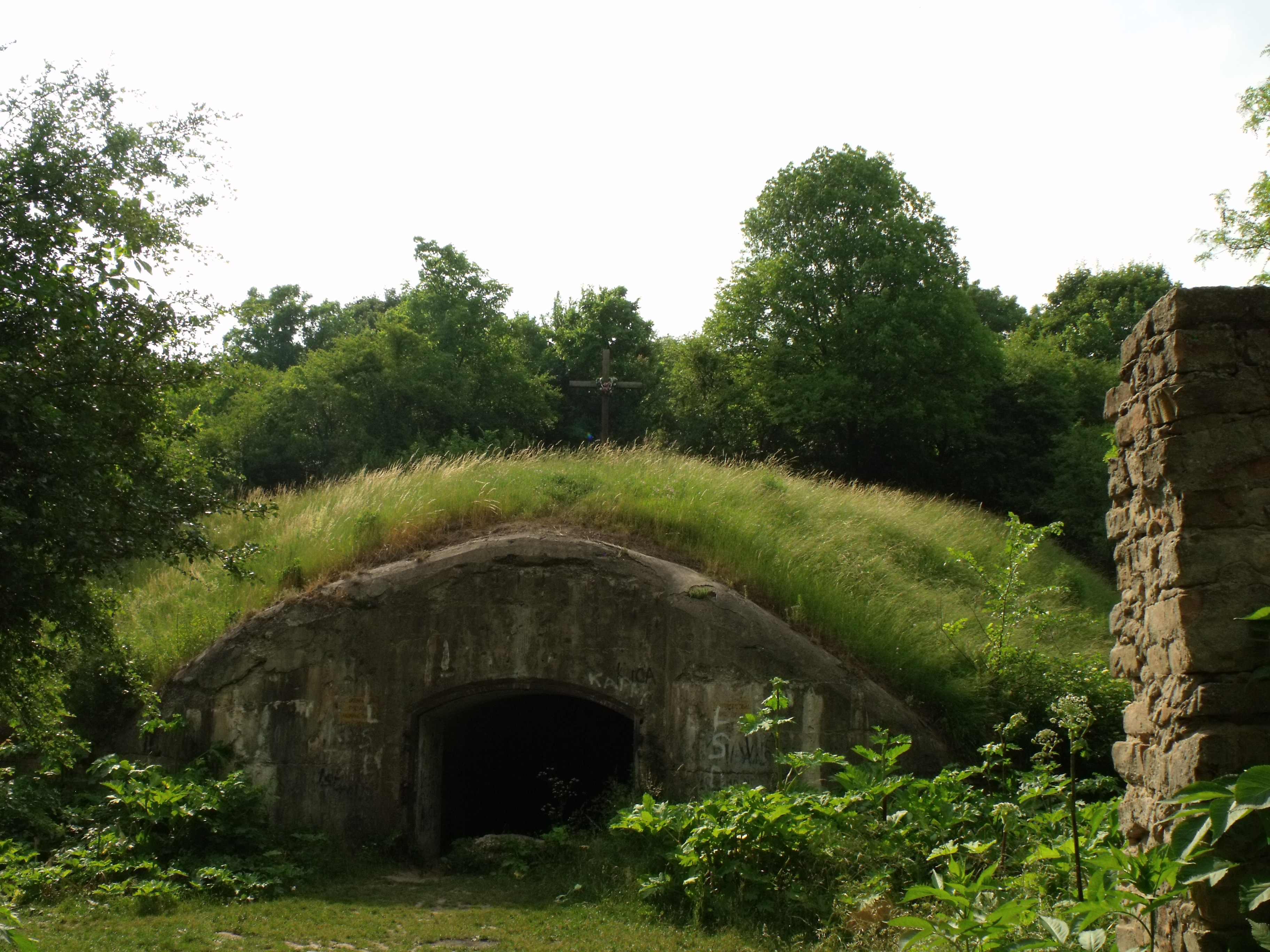
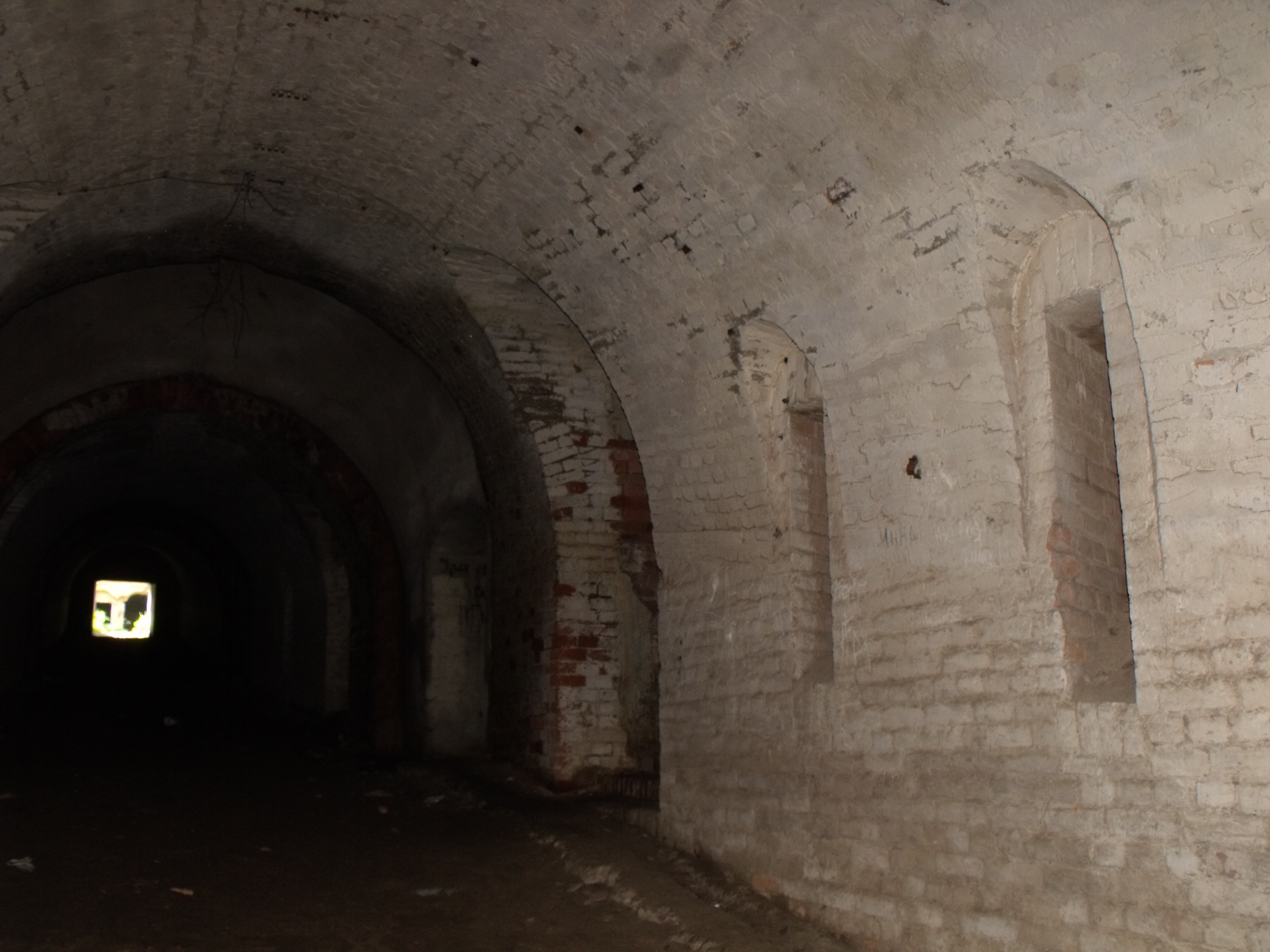
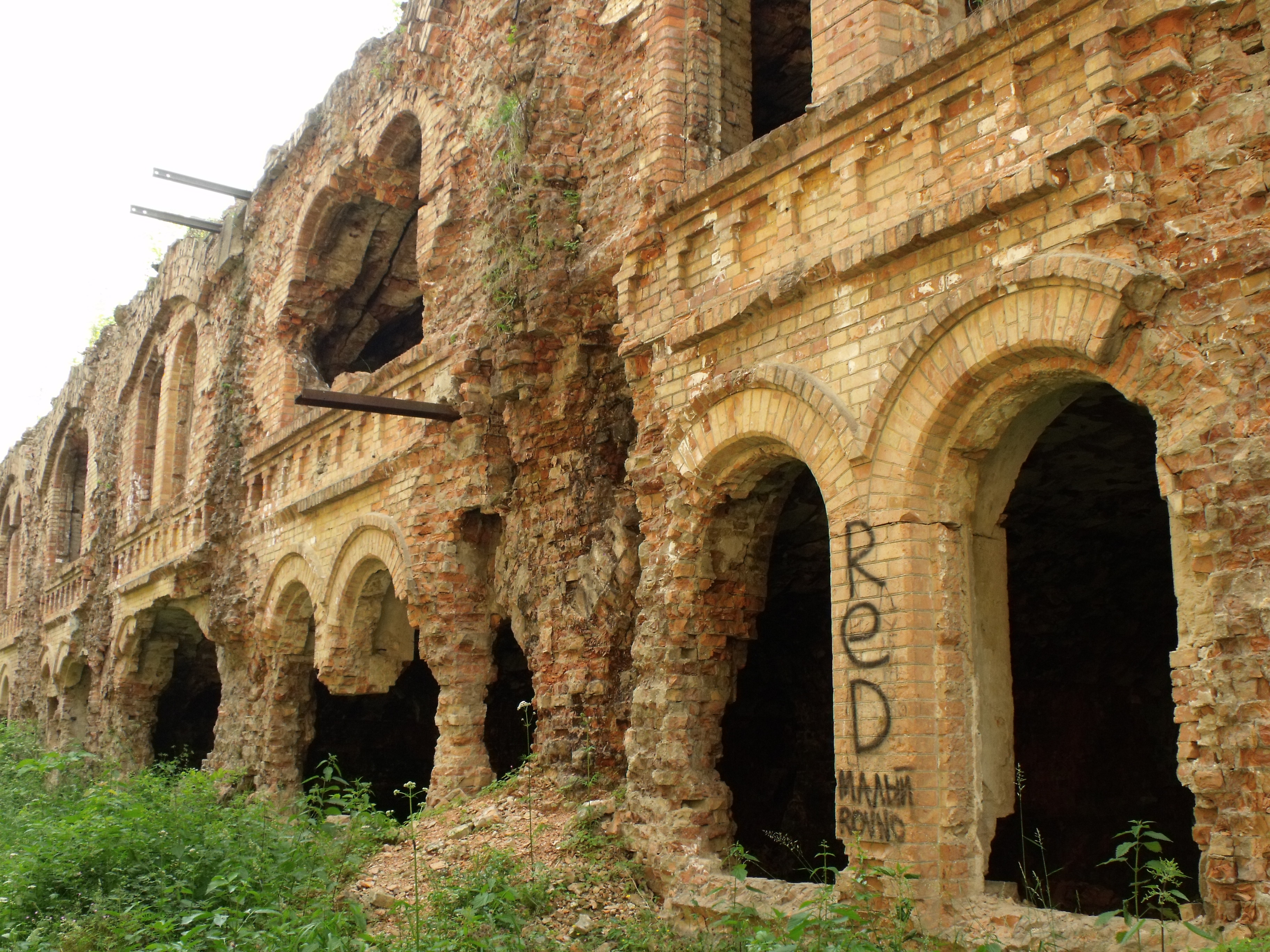
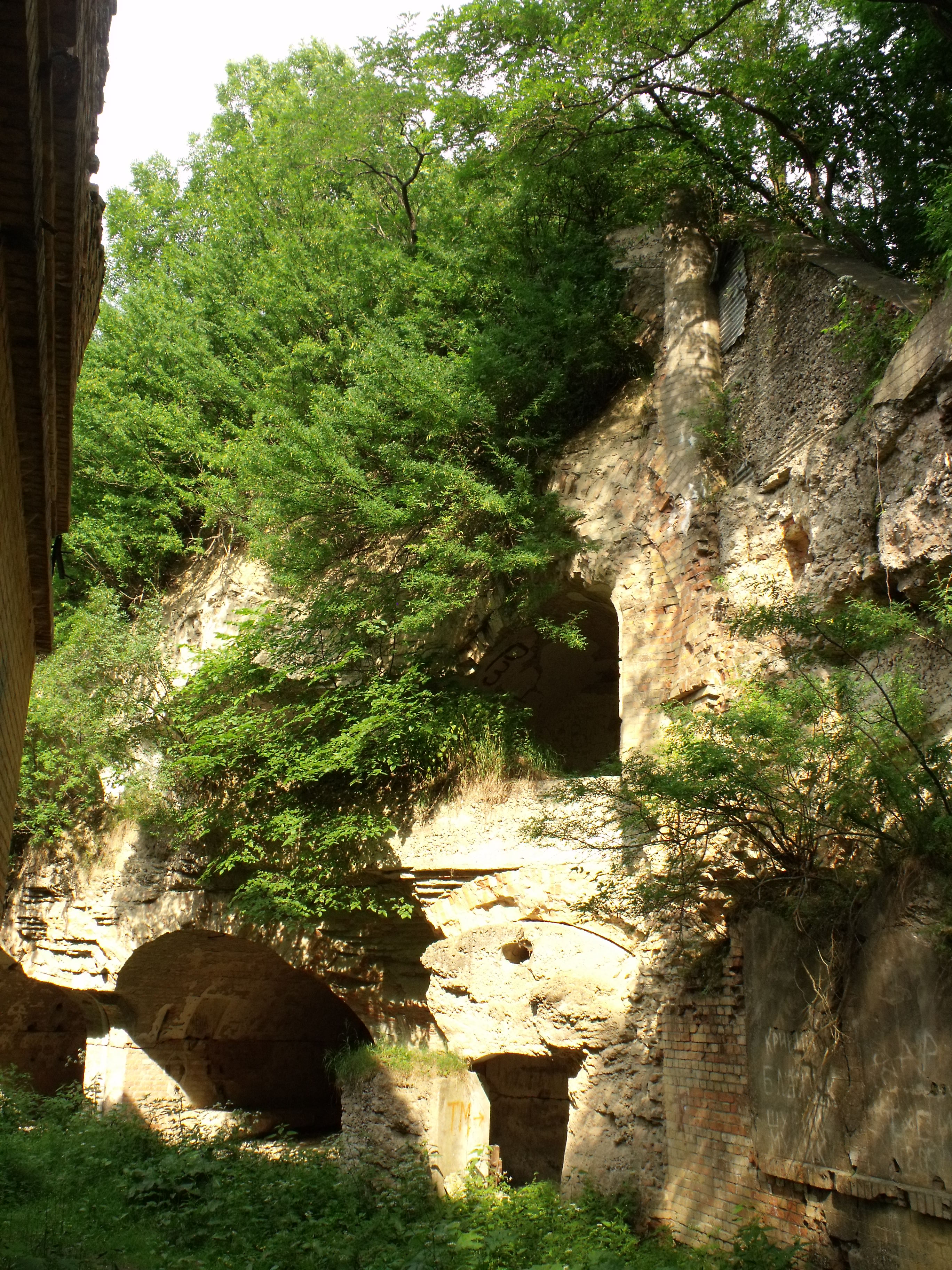
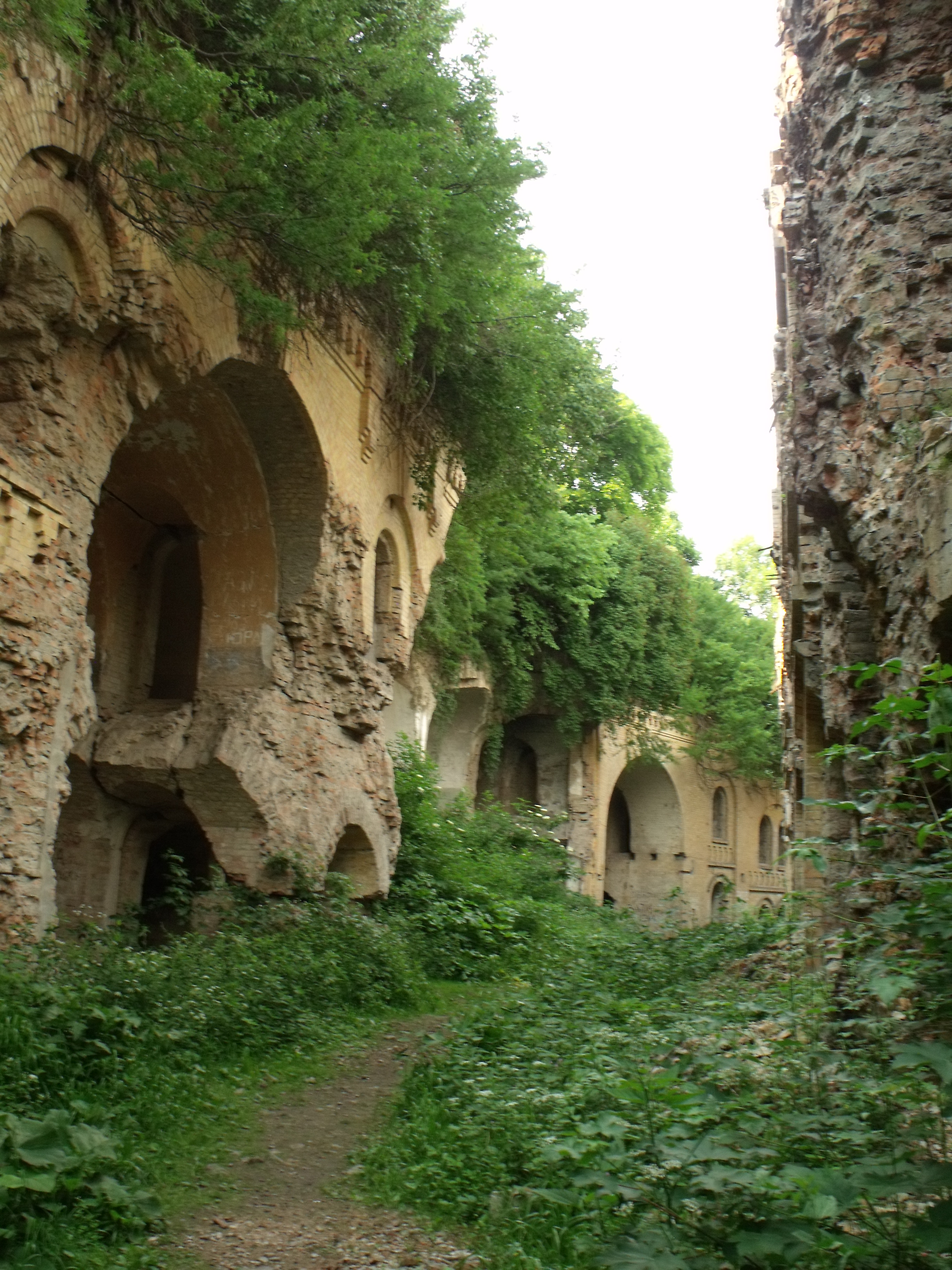
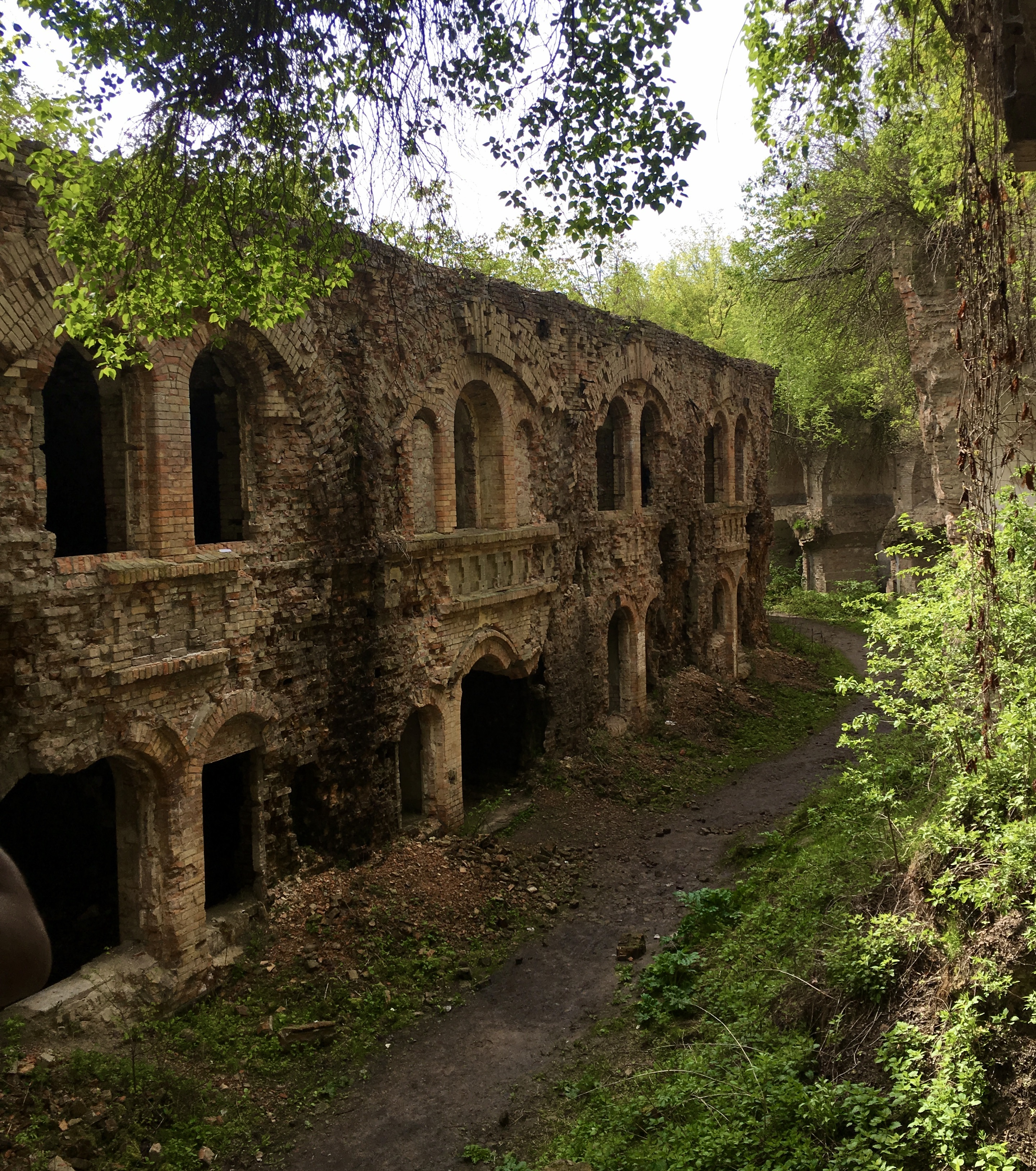
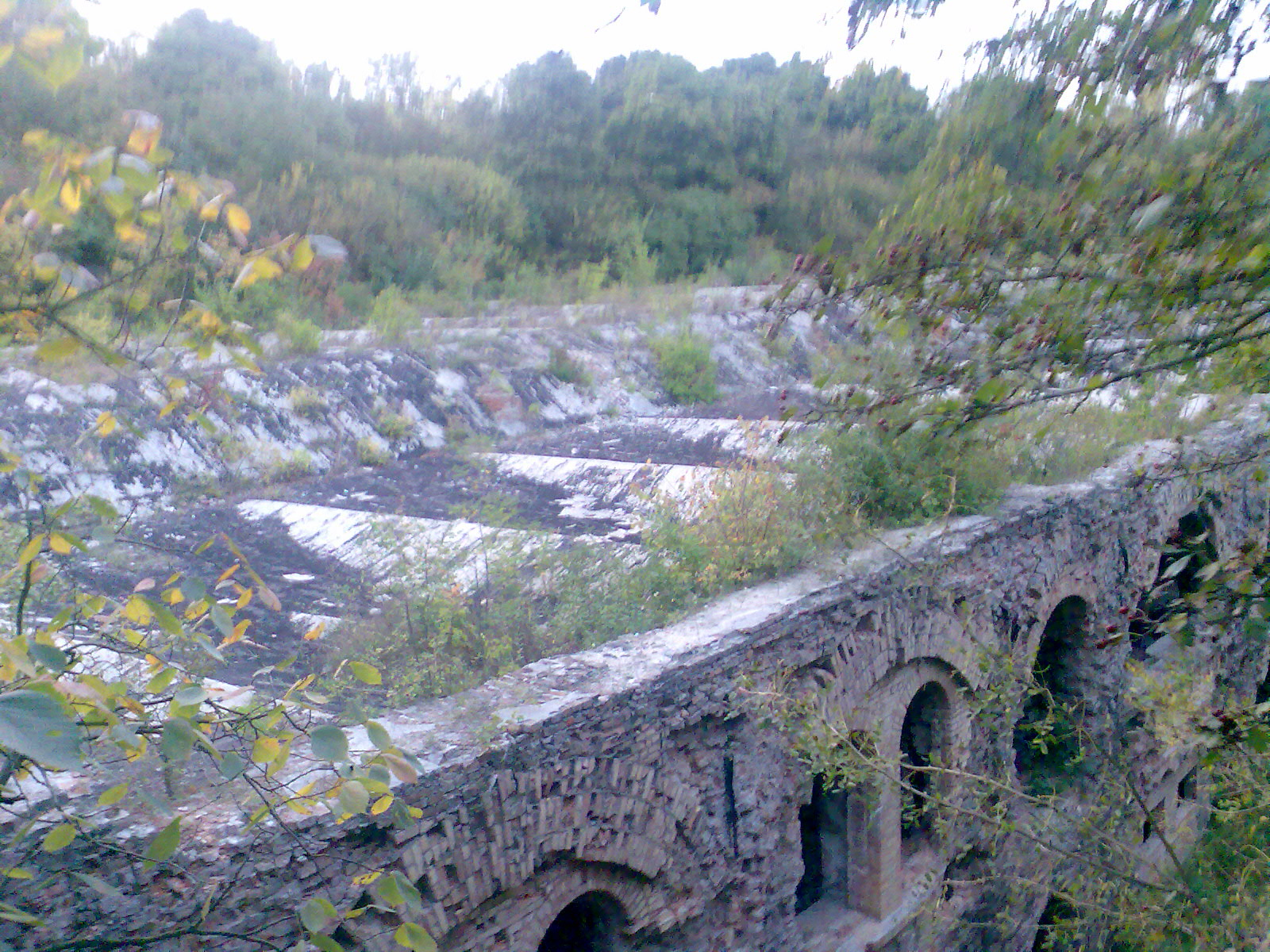
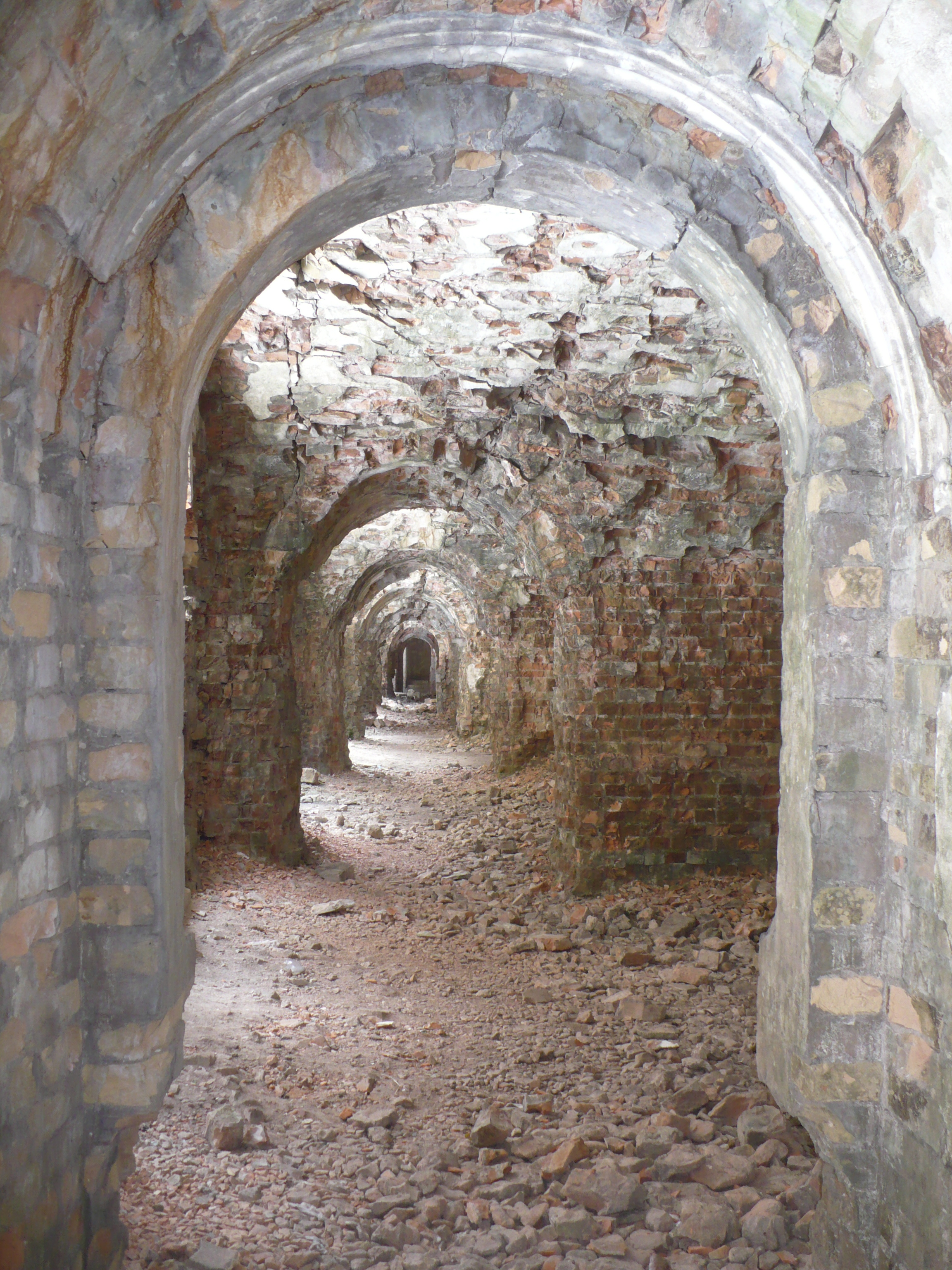
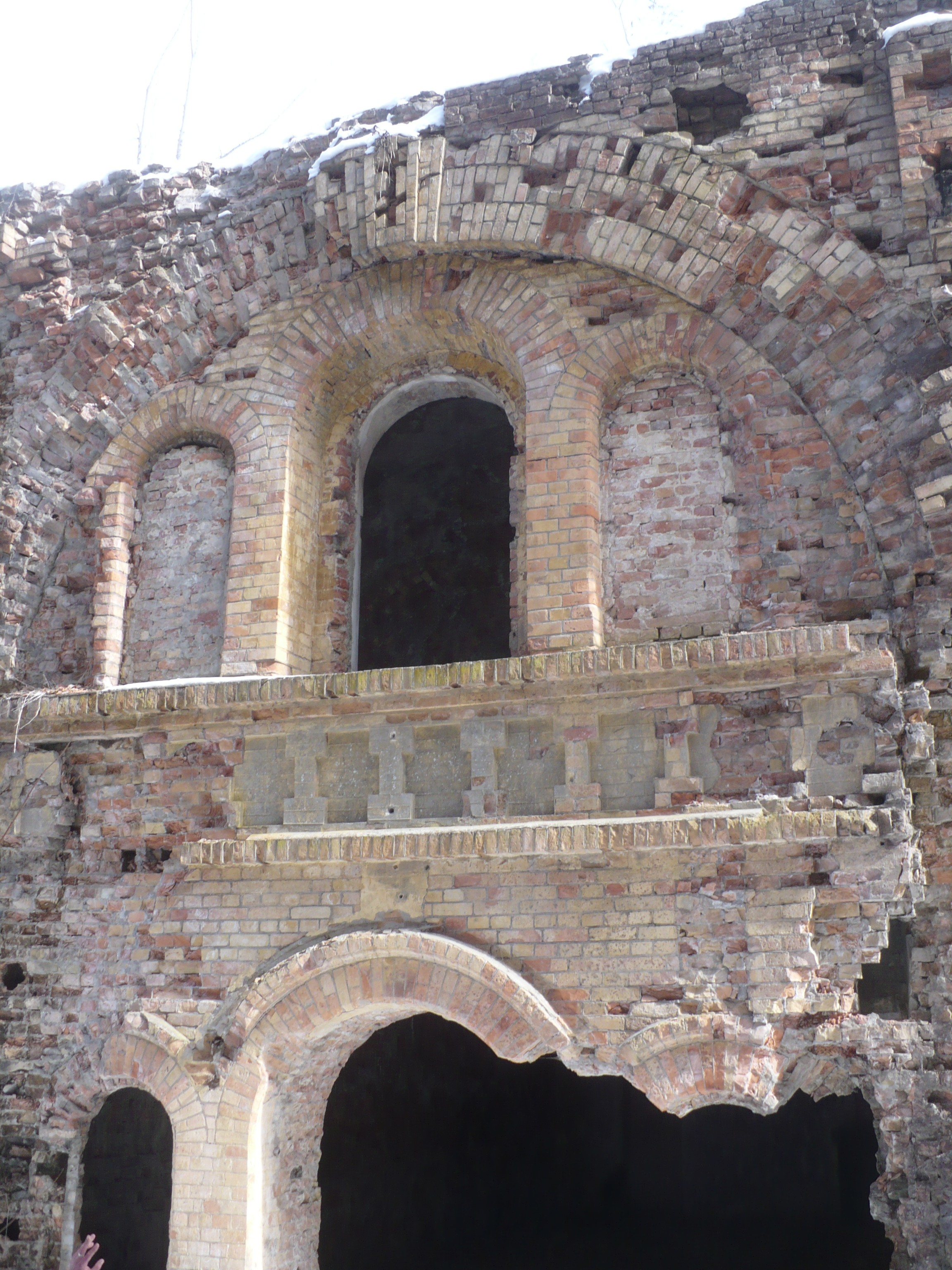
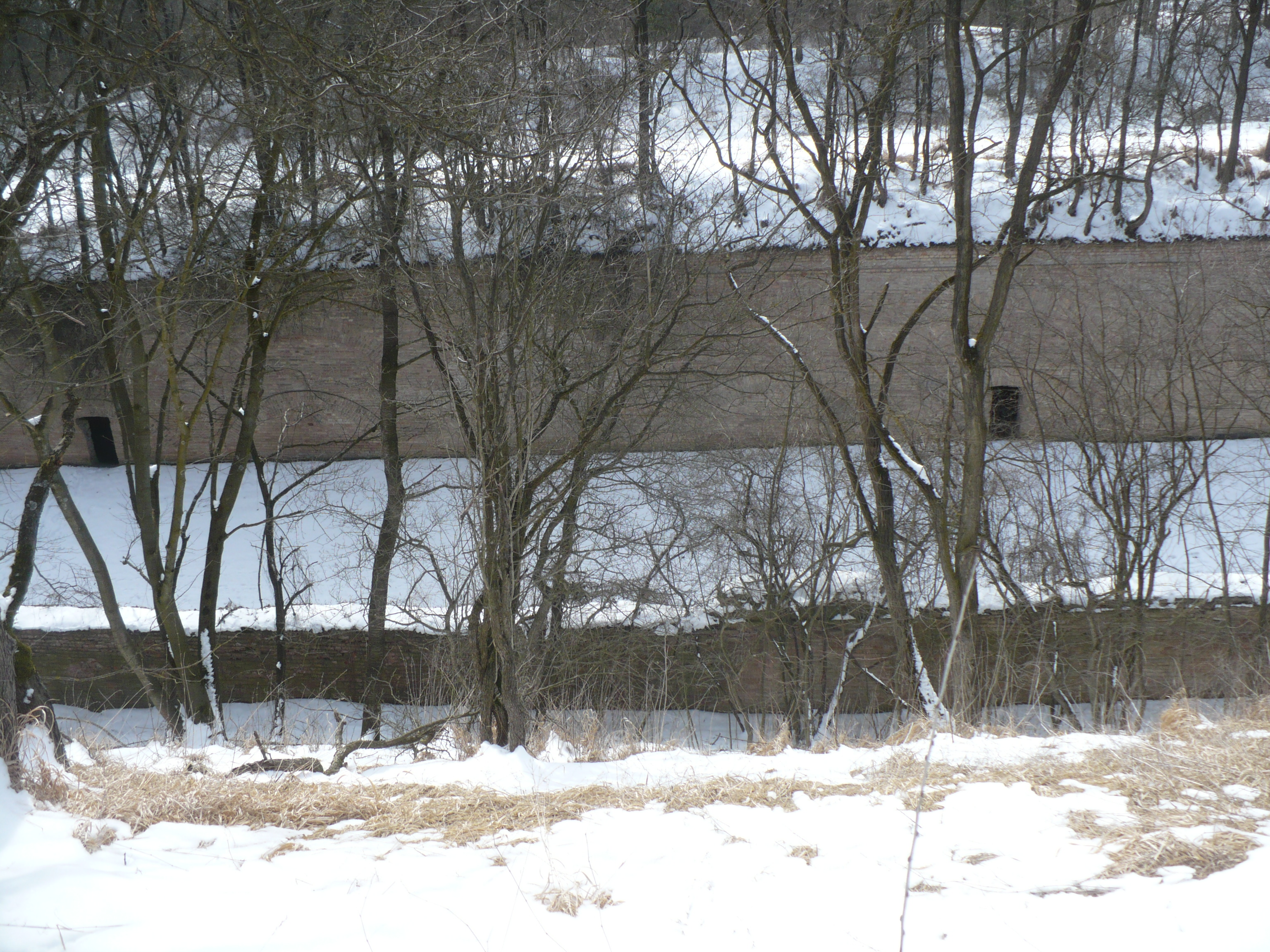
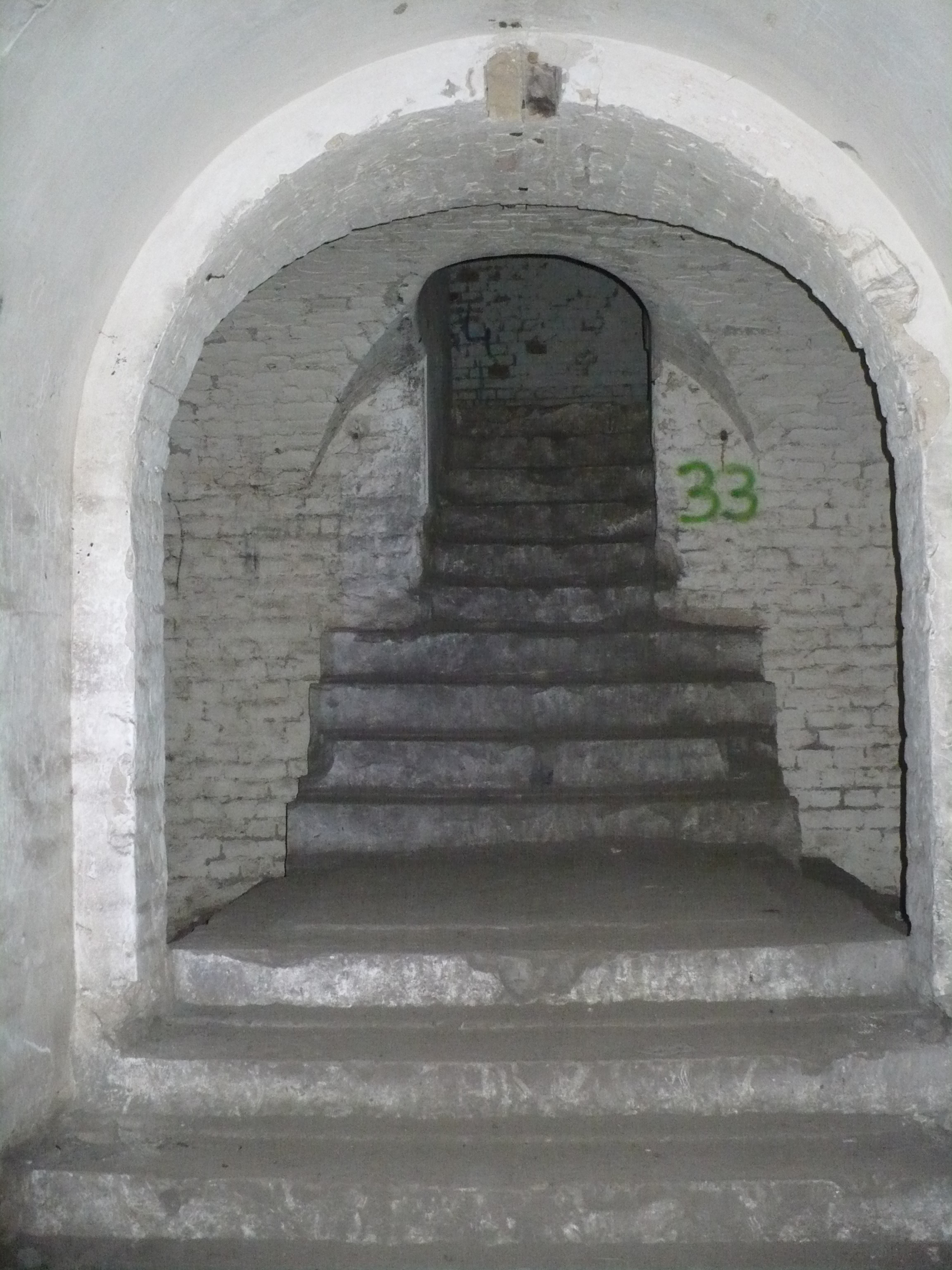
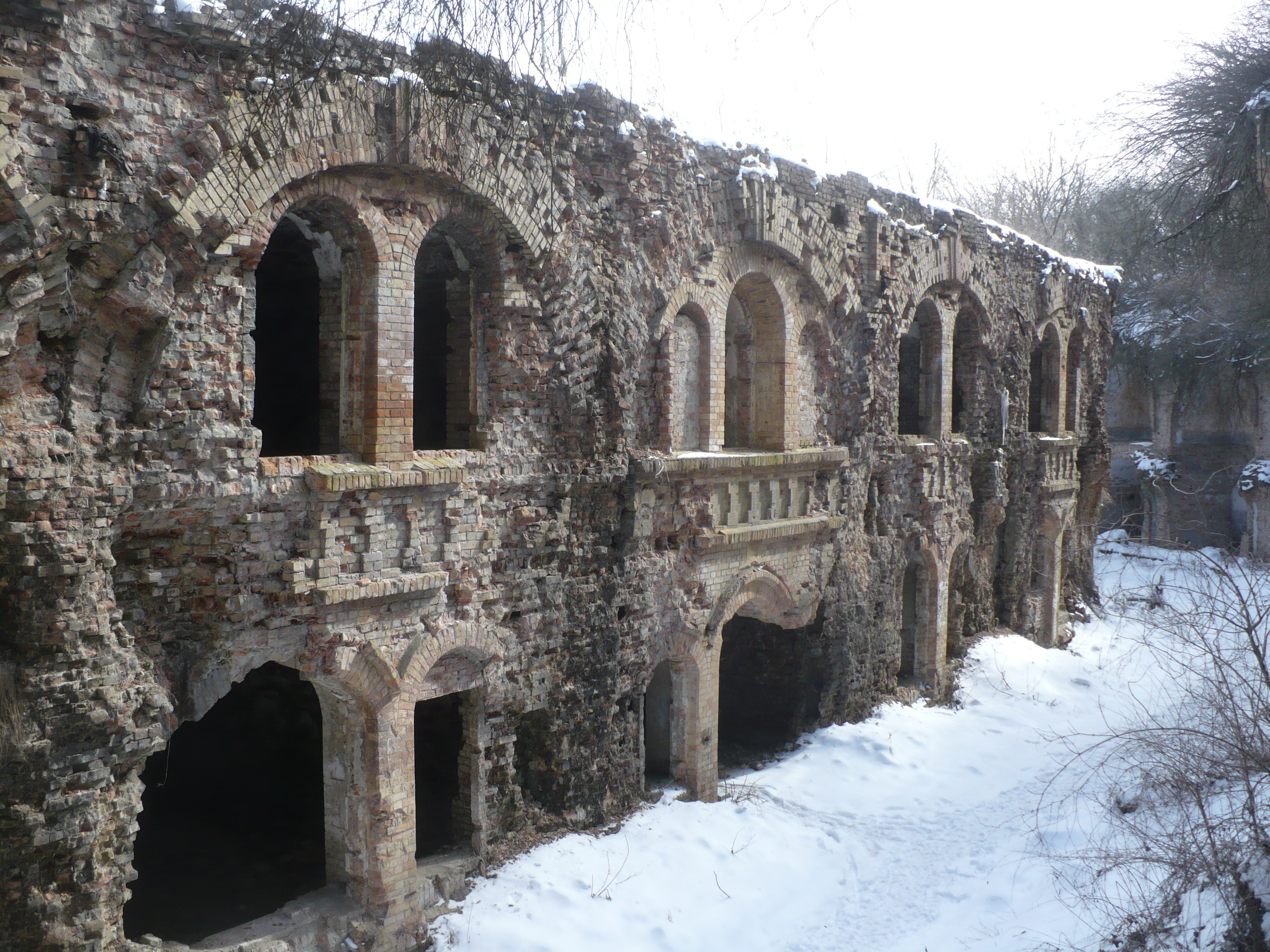
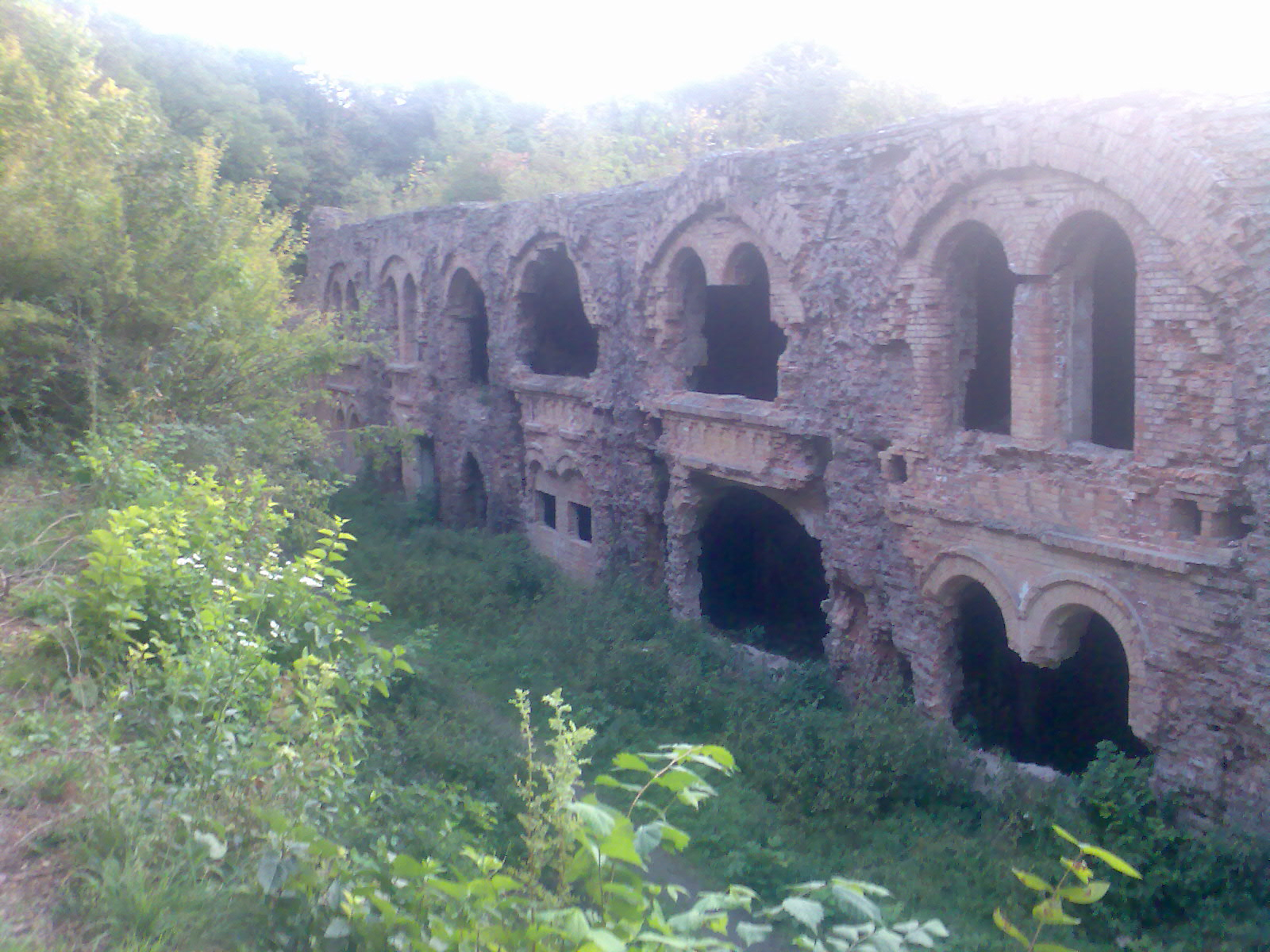
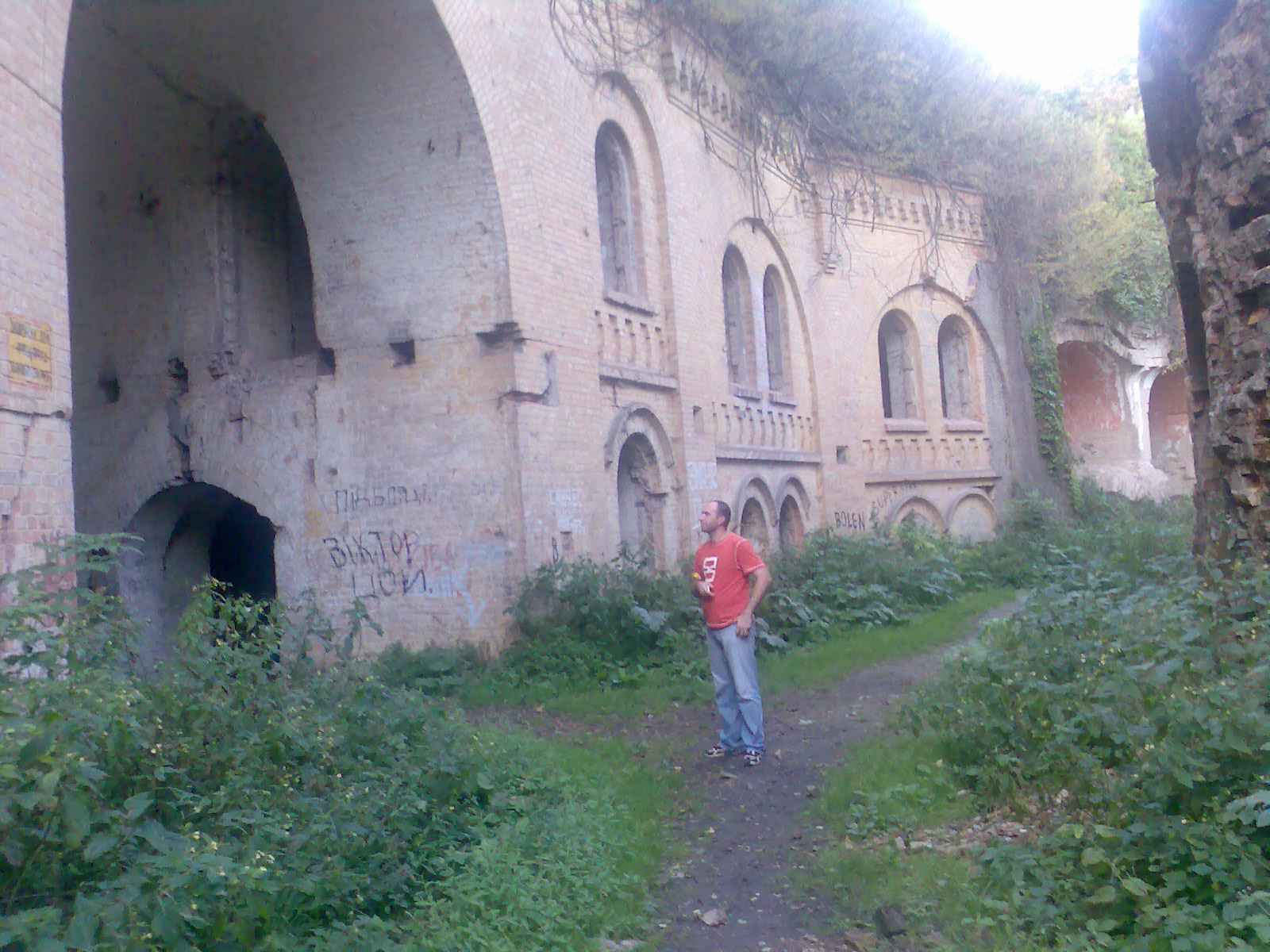
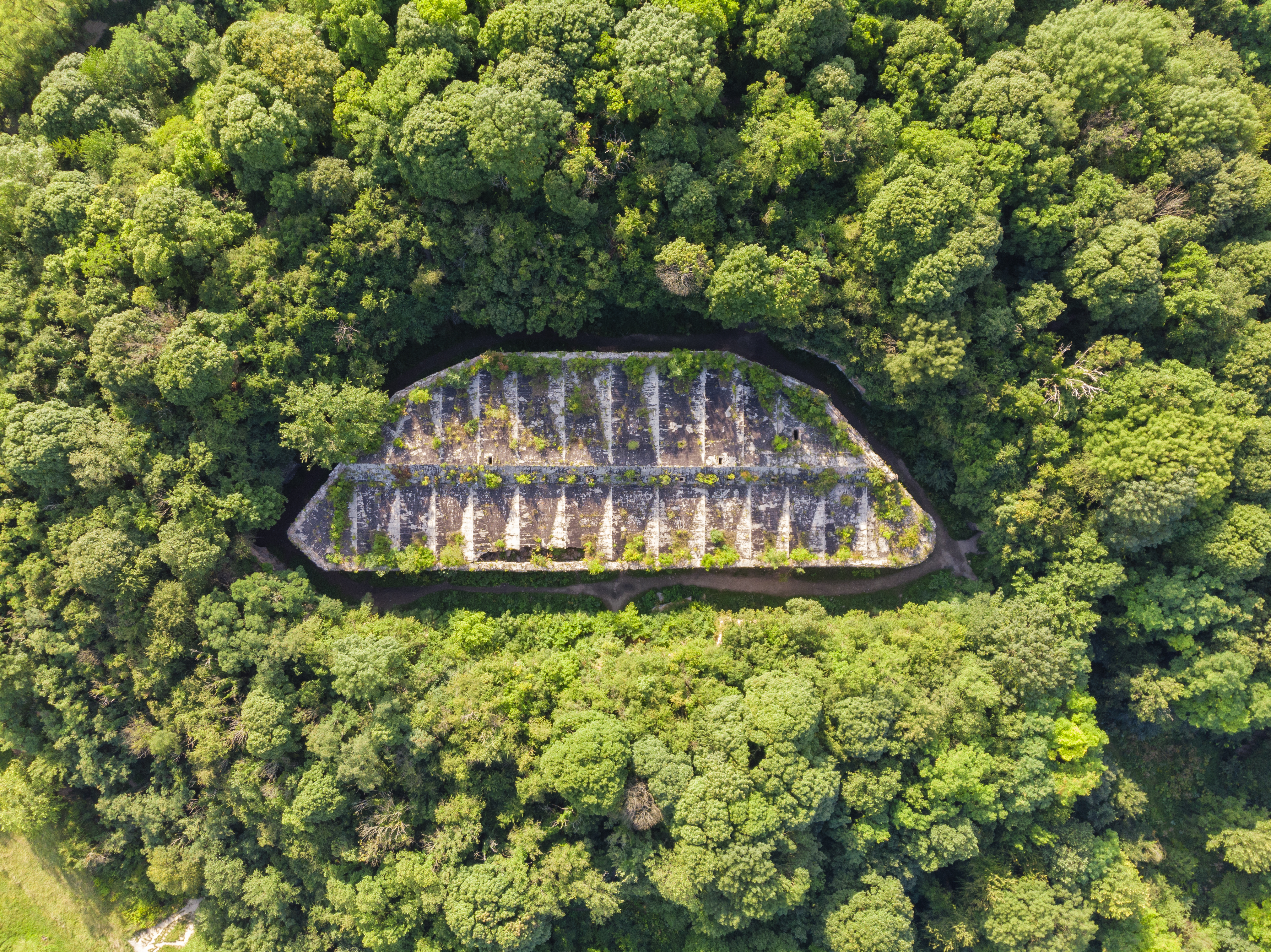

## Форт у кінематографії
- На території було відзнято деякі кадри фільму Поводир (2014)